# Тонгахой
Тонгахой (чечен. Тоьнга) — покинутый аул в Галанчожском районе Чеченской Республики.

## География
Расположен на правом берегу реки Тонгихойэрк, к юго-востоку от районного центра Галанчож.
Ближайшие населённые пункты: на северо-западе — Баухой, Сенахой, Юрдыхой, и Эльпаро, на северо-востоке — Чухшланой и Алекале, на юго-востоке — Амкалой, Бечиг и Цацахой, на юго-западе — Пежей и Пеж-Басхой.

## История
Аул Тонгахой ликвидирован в 1944 году во время депортации чеченцев. После восстановления Чечено-Ингушской АССР чеченцам было запрещено поселяться в некоторых свои исконных районах: Галанчожский, Шатойский и Итум-Калинский.